# Assassin's Creed: Subject Four
Assassin's Creed: Subject Four je komiks, který vyšel v říjnu 2012 a byl dostupný při předobjednání UbiWorkshop edice hry Assassin's Creed III. Tato grafická novela obsahuje díla Assassin's Creed: The Fall a Assassin's Creed: The Chain a vypráví příběh současného Daniela Crosse a jeho předka Nikolaje Orelova.

## Informace
- Autoři jsou Cameron Stewart a Karl Kerschl
- Jazyk: angličtina
- Počet stran: 208